# 三葉形類
三葉形類（さんようけいるい、Trilobitomorpha）は、古生代の三葉虫類・ナラオイア・ヘルメティア・シャンダレラなどを含む化石節足動物の分類群。別名三葉虫様類。
古典的には独自の亜門（三葉形亜門）とされていたが、21世紀以降では光楯類などと共にArtiopoda亜門に分類されるようになった。

## 形態

三葉虫
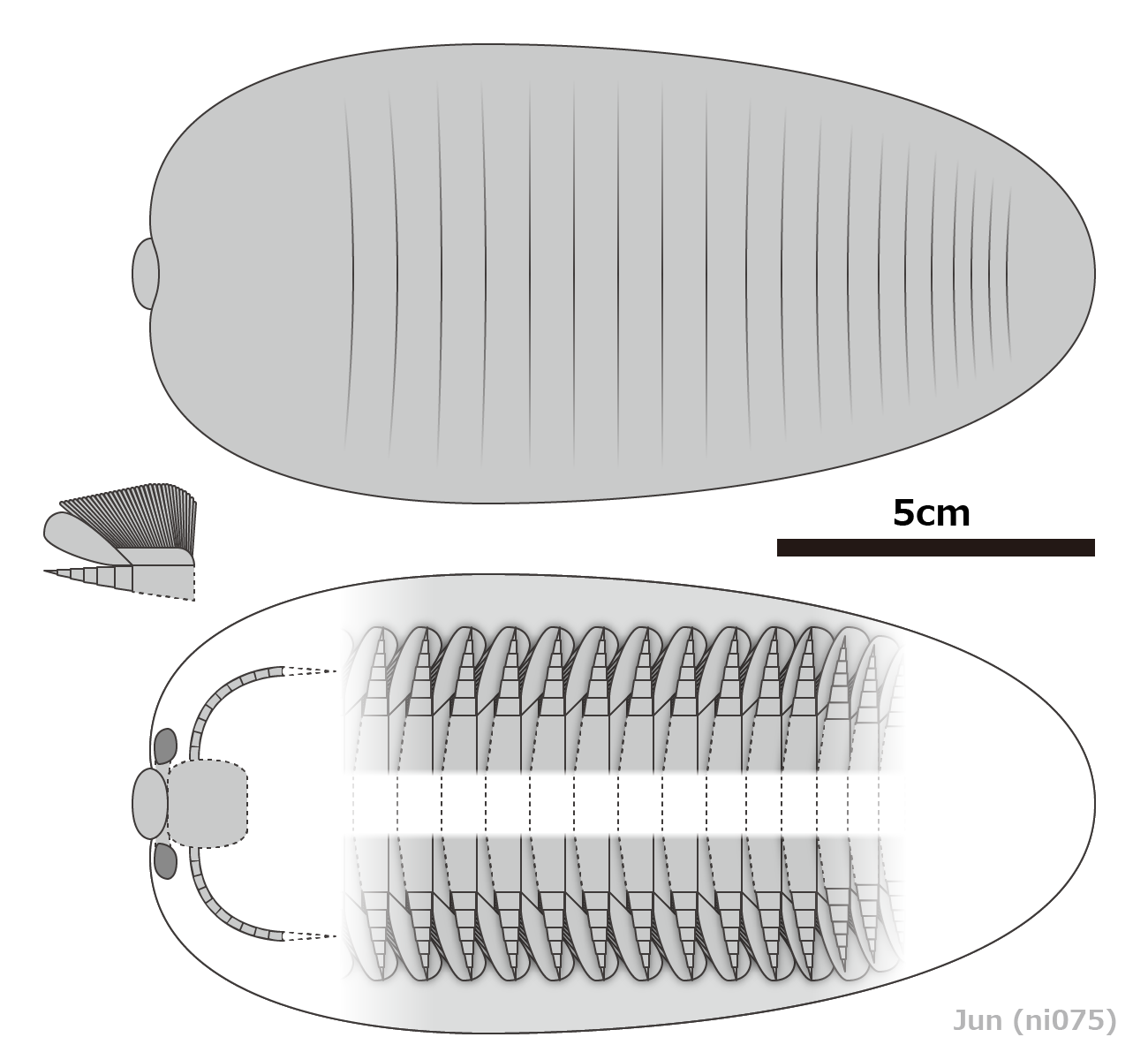
サペリオン
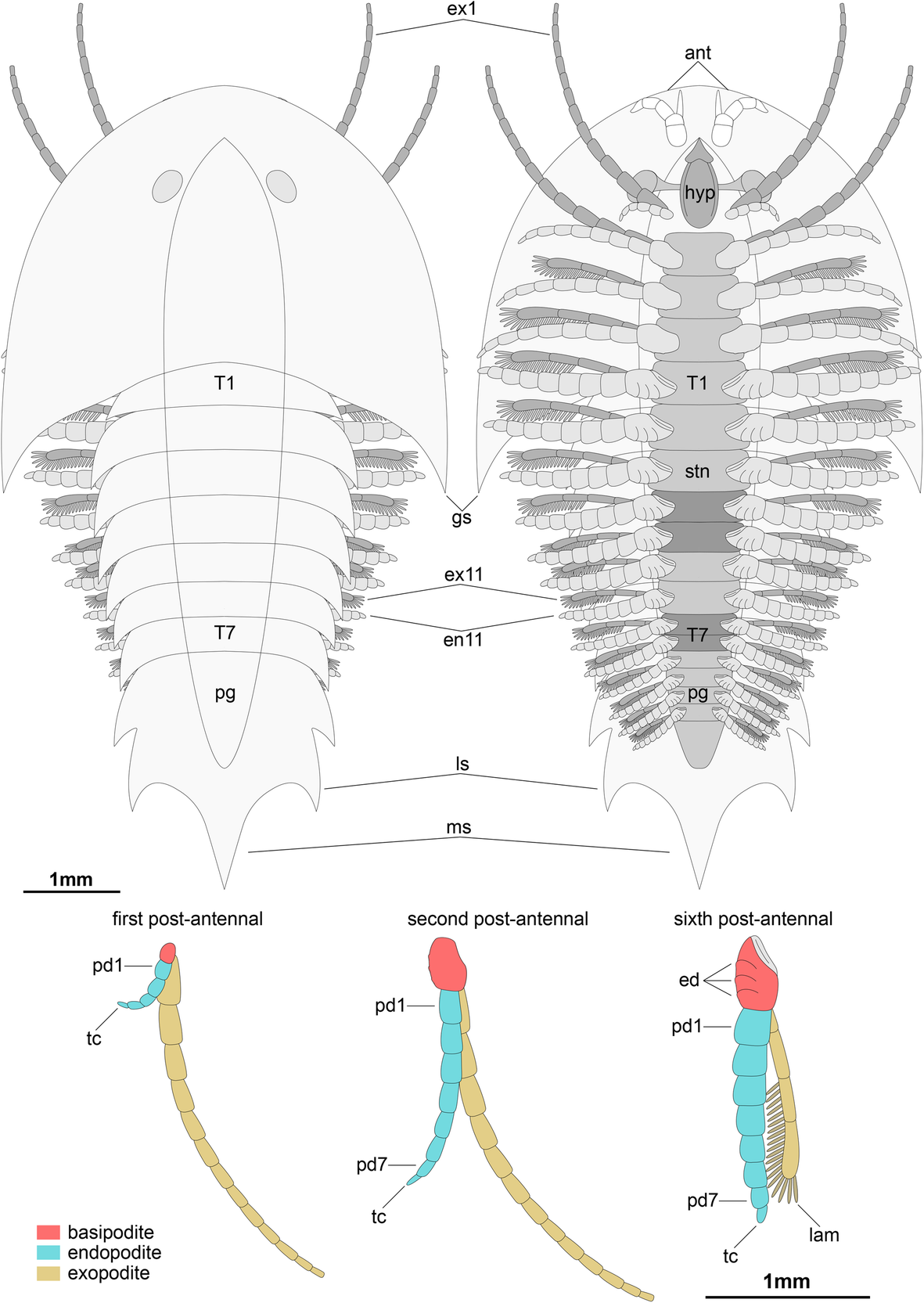
シノブリウス
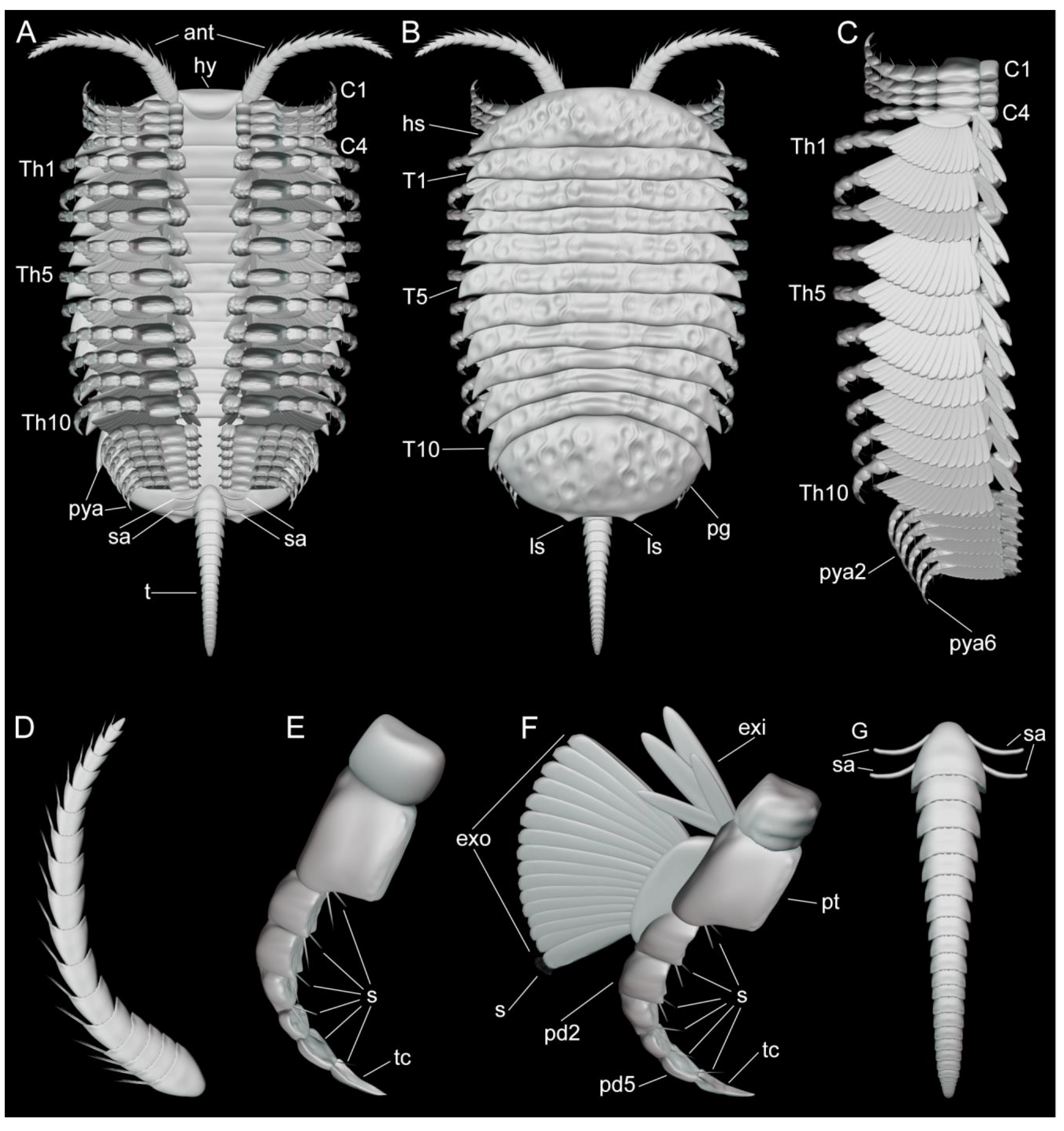
レティファシス

### 背面構造
体の背面は横に出張った幅広い外骨格（背板 tergite）に覆われている。三葉虫の場合は硬く生物鉱化し（炭酸カルシウム質）、中央の軸部 (axial region) と左右の肋部 (pleural region) は明瞭な溝 (axial furrow) に分かれるが、他の種類は比較的柔らかく、軸部と肋部の境目は不明瞭である。十数節以上の体節は前後で頭部 (cephalon) と胴部 (trunk) に、胴部は更に胸部 (thorax) と尾部 (pygidium) という計3つの合体節にまとめられる。通常、頭部と尾部の背板はそれぞれ一枚板状に癒合し、胸部の背板は体節ごとに分節するが、独立した胸節をもたない種類（ナラオイアなど）や全ての背板が一体化した種類（サペリオンなど）もいる。Conciliterga類の場合、頭部の先端には小さな甲皮 (anterior sclerite) がある。1対の側眼（複眼）は種類により頭部の両縁（シャンダレラなど）、腹面（Conciliterga類など）、もしくは背面（三葉虫など）に配置され、退化消失した例もいる（Nektaspida類など）。

### 腹面構造
各体節由来の付属肢（関節肢）は全てが体の腹面に覆われ、先頭には1対の触角、それ以降には数多くの脚が並んでいる。脚は頭部に少なくとも3対、胸部に原則として背板1枚につき1対（Xandarellida類の場合、対の数が背板数より多い）、尾部に複数対をもつ。触角と第1脚の間には1枚のハイポストーマ (hypostome) があり、後ろに向けて開いた口を覆いかぶさる。脚は原節 (basipod) から枝分かれした内肢 (endopod) と外肢 (exopod) でできた二叉型付属肢であり、内肢は原則として7節に分かれた歩脚型、外肢は原則として長い葉状の構造体 (lamellae) が縁に沿って数多く並んでいる。通常、触角は細長い糸状、脚は前後を通じてほぼ同じ構造の繰り返しであり、著しい特化はごく一部の種類のみに見られる（シノブリウスの短縮した触角と触角状の第1-2外肢・オレノイデスの尾毛と途中2対のクラスパー状の脚など）。

## 生態
多くのArtiopoda類と似て、三葉形類は原則として海底を這い回る底生生物で、食性は多くが堆積物食性・腐肉食性・捕食性のいずれかに該当するとされ、ごく一部のみ外洋性（浮遊性/遊泳性）・濾過摂食性とされる。採餌の際、腹側の付属肢を用いて後方から前方に向かって食物を運動させて摂食するとされる。

## 生息時代
三葉形類の化石は古生代の地質時代の堆積層のみから知られている。カンブリア紀前期で多様化しており、中でも三葉虫はペルム紀後期まで生き延びていたが、それ以外はほとんどがカンブリア紀に限定され、Nektaspida類のみ直後のオルドビス紀とシルル紀にも生息した。

## 分類
三葉形類 Trilobitomorpha は Leif Størmer によって1944年に節足動物の1亜門として提唱され、鋏角類（と当時に原始的な鋏角類と誤解釈された光楯類 Aglaspidida）はそこから触角が退化して前脚が鋏角に変化するように起源すると考えられた。1959年、三葉形類の内部系統は三葉虫綱 Trilobita と三葉甲綱 Trilobitoidea の2綱からなる分類群として定義された。エメラルデラ類 Emeraldellida（エメラルデラなど）・マルレロモルフ類 Marrellomorpha（マーレラなど）・レティファシス類 Retifaciida（レティファシスなど）がその外群に位置するとも考えられた。
しかし21世紀以降の見解は前述した分類体系を支持しなかった。鋏角類の鋏角は遺伝子発現などにより触角に相同であると判明したことで、前述の鋏角類との類縁関係の基準が否定的となり、それ以降の三葉形類（およびそれを内包するArtiopoda類全般）と現生節足動物の類縁関係も諸説に分かれて不確実である（鋏角類と大顎類のいずれかに近縁、もしくはそれらより基盤的な真節足動物）。系統解析結果では、エメラルデラ類は三葉形類の代わりに光楯類やケロニエロン類 Cheloniellida（ケロニエロンなど）と単系統群 (Vicissicaudata) を成し、マルレロモルフ類はかけ離れた別系統（大顎類に近縁、もしくは基盤的な真節足動物）とされる。Hou & Bergström 1997 以降の分類体系では、三葉形類とVicissicaudata類の構成種は一般にArtiopoda類としてまとめられ、これは Lerosey-Aubril et al. 2017 により亜門として定義される。

### 下位分類
三葉形類は主に三葉虫類・Conciliterga類（ヘルメティアなど）・Nektaspida類（ナラオイアなど）・Xandarellida類（シャンダレラなど）の4群からなり、他にもレティファシスなど孤立した属がいくつか含まれる。三葉形類自体、および前述の4群のそれぞれの単系統性は複数の系統解析に支持される。多くの場合、三葉形類はVicissicaudata類の姉妹群、レティファシスなどは基盤的な三葉形類、Nektaspida類はXandarellida類に、Conciliterga類は三葉虫類に近縁とされる。
- Trilobitomorpha 三葉形類
  - Buenaspis ブエナスピス（Nektaspida類としての位置付けは懐疑的[24]）
  - Kwanyinaspis（三葉形類から除外される場合がある[6]）
  - Pygmaclypeatus ピグマクレイペアトゥス
  - Retifacies レティファシス
  - Conciliterga - 背甲前方中央に甲皮がある。ハイポストーマは甲皮と隣接。肋部は頭部側ほど前に傾斜し、前後の縁辺部で隣接、もしくは全ての背板が癒合[25]。
    - Arthroaspis アースロアスピス
    - Helmetiida ヘルメティア目 - 背甲は前縁中央が陥入し、側眼は有柄で背甲に覆われる[25]。
      - Tegopeltidae テゴペルテ科 - 背板は全て癒合[25]。
        - Saperion サペリオン
        - Skioldia シキオルディア
        - Tegopelte テゴペルテ

      - Helmetiidae ヘルメティア科 - 背板分節、側棘と尾部末端の棘が発達[25]。
        - Haifengella ハイフェンゲラ
        - Helmetia ヘルメティア
        - Kuamaia クアマイア[26]
        - Rhombicalvaria ロンビカルヴァリア

  - Nektaspida (=Nectaspidida/Nektaspia/Nectaspida/Naraoiformes/Naraoiida/Naraoidea ナラオイア目) - ハイポストーマは背甲前縁と分離。独立した胸節は4節以下。尾部発達。
    - Emucarididae エミュカリス科 - ハイポストーマは前後2枚に分割。胸部3節、頭部との境目はくびれない[24]。
      - Emucaris エミュカリス
      - Kangacaris カンガカリス

    - Liwiidae リウィア科 - 胸部3-4節、前縁は背甲に覆われる[27]。
      - Liwia リウィア
      - Soomaspis ソーマスピス
      - Tariccoia タリッコイア

    - Naraoiidae ナラオイア科 - 独立した胸節を欠く。
      - Naraoia ナラオイア
      - Misszhouia ミスゾウイア

  - Trilobita 三葉虫綱 - 背板とハイポストーマ鉱化。縦溝と弱線がある。
    - （該当項目を参照）

  - Xandarellida  (=Petalopleura) - ハイポストーマは背甲前縁と分離。胸部の体節（腹板/付属肢対）数は背板数より多い。
    - Cindarella シンダレラ
    - Luohuilinella ルオフイリネラ
    - Phytophilaspis フィトフィラスピス（Xandarellida類から除外される場合がある[1]）
    - Sinoburius シノブリウス
    - Xandarella シャンダレラ
    - Zhugeia ジューガイア[28]